# Rogue (band)
Rogue was een Britse popband, die actief was tussen 1975 en 1979.

## Bezetting
- Guy Fletcher[3] (zang)
- Al Hodge[4] (gitaar)
- John Hodkinson[5] (zang)

## Geschiedenis
In 1975 richtten Fletcher, Hodge (ex-The Onyx) en Hodgkinson (ex-If) het softrock-trio Rogue op, dat diverse singles uitbracht, waaronder Dedication, Cool Clear Air, Lay Me Down, Lady Put the Light Out, Too Much Too Soon, One to One, Borderline en drie albums. Hun song Fallen Angel (1976) werd een hit in Nederland en bereikte daar de 12e plaats in de hitparade. De band werd in 1979 ontbonden.

## Covers
De band produceerde ook een versie van Dedication voor de Londense Capitol Radio met de eerste regel: Capital's our local station. De song werd gecoverd door de Bay City Rollers op hun album Dedication. De in de Verenigde Staten uitgebrachte single bereikte een 60e plaats in de Billboard Hot 100.
Frankie Valli's opname van hun song Fallen Angel bereikte de 11e plaats in de Britse singlehitlijst in 1976, voordat deze werd getoond in de Broadway-show Jersey Boys.

## Discografie

### Singles
- ????: Dedication
- ????: Cool Clear Air
- ????: Lay Me Down
- ????: Lady Put the Light Out
- ????: Too Much Too Soon
- ????: One to One
- ????: Borderline
- 1976: Fallen Angel

### Albums
- 1975: Fallen Angels (Epic Records)
- 1977: Let It Go (Epic Records)
- 1979: Would You Let Your Daughter (Ariola Records)